# Karmen Stavec
Karmen Stavec (ur. 21 grudnia 1973 roku w Berlinie Zachodnim) – słoweńska wokalistka urodzona w Berlinie Zachodnim, reprezentantka Słowenii podczas 48. Konkursu Piosenki Eurowizji w 2003 roku.

## Życiorys

### Początki kariery
Po ukończeniu szkoły przeniosła się do słoweńskiej miejscowości Domžale, gdzie zaczęła tańczyć w duecie o nazwie 4 Fun. Rozpoczęła studia na Uniwersytecie w Lublanie. Swoją solową karierę muzyczną zaczęła w 1998 roku, wystąpiła wówczas w krajowych eliminacjach eurowizyjnych EMA z utworem „Kje pesem je doma” wykonanym w parze z Patrikiem Greblo. Para zajęła ostatecznie 7. miejsce w klasyfikacji. W tym samym roku wokalistka zaśpiewała w chórkach podczas występu zwycięzcy selekcji, Viliego Resnika, w finale 43. Konkursu Piosenki Eurowizji. Rok później wydała swój debiutancki album studyjny, zatytułowany Ljubim te. W 2001 roku ponownie wystartowała w krajowych eliminacjach do konkursu, tym razem zajmując trzecie miejsce z piosenką „Ostani tu”, będącą tytułowym singlem promującym drugą płytę wokalistki. 
W 2002 roku Stavec wystartowała w selekcjach z utworem „Še in še”, z którym zajęła drugie miejsce, przegrywając jednym punktem z zespołem Sestre. Po koncercie finałowym pojawiły się podejrzenia o nieprawidłowościach podczas ogłoszenia wyników dotyczących nie uwzględnienia głosowania telewidzów (które wygrała Stavec z ponad 32 tys. głosów przewagi, 31 944 do 8 454) w końcowym werdykcie. Krajowy nadawca, Radiotelevizija Slovenija (RTV Slovenija), poinformował wówczas, że wokalistka i tak przegrałaby w finale z powodu zajęcia niższego miejsca w rankingu dwuosobowej komisji jurorskiej, która przyznała najwyższe oceny zwycięzcom.

### Od 2003: Konkurs Piosenki Eurowizji,Karmen
W lutym 2003 roku Stavec kolejny raz wystąpiła w finale selekcji, zgłaszając się do udziału z piosenką „Lep poletni dan”, zakwalifikowaną do finału spośród 88 propozycji nadesłanych do siedziby nadawcy. W pierwszej rundzie eliminacji utwór zdobył drugie miejsce po zsumowaniu wyników głosowania telewidzów i jurorów (zachowanych w stosunku 50:50), w drugim etapie natomiast wygrał po zdobyciu 26 714 głosów telewidzów, zostając tym samym propozycją reprezentującą Słowenię podczas 48. Konkursu Piosenki Eurowizji. Po koncercie finałowym Stavec nagrała anglojęzyczną wersję singla („Nanana”), którą zaprezentowała 24 maja podczas finału imprezy. Zdobyła łącznie 7 punktów, zajmując 23. miejsce w finałowym rankingu. Podczas występu wokalistce towarzyszył czteroosobowy chórek.
Po konkursie Stavec wydała swój trzeci album studyjny, zatytułowany Karmen. W 2008 roku, po sześciu latach przerwy, wokalistka powróciła na scenę muzyczną, biorąc udział w krajowych selekcjach eurowizyjnych z utworem „A si želiš”, z którym ostatecznie zajęła 9. miejsce w finałowej klasyfikacji.

## Dyskografia

### Albumy studyjne
- Ljubim te (1999)
- Ostani tu (2001)
- Karmen (2003)